# Antwerpen (district)
Antwerpen este un district al comunei și orașului Antwerpen din Regiunea Flamandă a Belgiei. Districtul are aproximativ 183.000  de locuitori.
Actualul district Antwerpen corespunde de fapt cu fostul oraș Antwerpen, așa cum se prezenta el înainte de fuziunea, în 1958, cu satele Berendrecht, Zandvliet și Lillo. Pe 1 ianuarie 1983, cele trei au fost separate de districtul Antwerpen și comasate într-un district separat, numit Berendrecht-Zandvliet-Lillo.

## Toponimie
Într-o primă variantă, toponimul „Antwerpen” este explicat etimologic și arheologic prin faptul că numele dat primei așezări din zonă ar fi fost „Anda Verpa”, însemnând „pământ aruncat” (pe malul râului) în vechea limbă germană.
O a doua variantă consideră că numele provine de la „aan de werf”, adică „în curte”, cu referire la localizarea și funcțiunile orașului ca port.
Există și o a treia variantă. O legendă din secolul al XV-lea spune că în ținutul Schelde, aproape de începutul erei noastre, trăia un gigant numit Druon Antigoon, care-l obliga pe fiecare căpitan de corabie ce naviga pe Schelde să plătească o taxă mare. Dacă acesta refuza, gigantul îi tăia mâna. Silvius Brabo, un soldat roman, a luptat, învins și ucis gigantul, i-a tăiat mâna și a aruncat-o în Schelde. Conform acestei legende, locuitorii astfel eliberați au denumit orașul Antwerpen, de la „hand” + „werpen”, adică „mână tăiată”.
Totuși, există cercetători care resping toate cele trei variante. Într-o lucrare voluminoasă din 2007, clasicistul Alfred Michiels susține că zona în care este situat orașul se numea în trecut „Andouerpis”, iar că numele localității provine din limba celtă și înseamnă „cei care trăiesc pe ambele maluri”.

## Istorie

### Evul Mediu
În perioada medievală orașul a atins vârful dezvoltării sale economice în timpul domniei lui Carol Quintul. Simultan cu comerțul a înflorit și industria: șlefuirea diamantelor, tipăritul cărților sau rafinarea zahărului. Catedrala Maicii Domnului, a cărei construcție începuse în 1352, a fost terminată. Tot în această perioadă au fost realizate clădiri cu arhitectură deosebită, precum primăria, hala de carne, casa Ligii Hanseatice, etc.

### Ancien Régime
O schimbare în evoluția pozitivă a orașului a intervenit în secolul al XVI-lea, odată cu frenezia iconoclasmului și cu prădarea orașului de către soldații spanioli la sfârșitul Războiului de Optzeci de Ani. Închiderea râului Schelde, la sfârșitul secolului al XVI-lea, pentru navele care navigau înspre și dinspre mare a însemnat sfârșitul rolului preponderent internațional al orașului-port.
Odată cu încheierea Păcii Westfalice, în 1648, care garanta independența provinciilor de nord, a dispărut și ultima speranță a redeschiderii râului Schelde pentru navigația maritimă. Antwerpen a rămas totuși un centru regional important.
În secolul al XIX-lea, împăratul francez Napoleon Bonaparte a remarcat importanța orașului Antwerpen și a râului Schelde, pe care le-a comparat cu „o armă îndreptată spre inima Angliei”. Ulterior, el a construit în portul Antwerpen docuri pentru navele marinei de război.

### Epoca modernă
Aceste docuri au reprezentat începutul  marii expansiuni a portului în a doua jumătate a secolului al XIX-lea și în secolul XX. Abia în 1863 un tratat internațional a stipulat anularea taxei de navigare pe Schelde, aceasta devenind complet liberă. Cheiurile râului au fost îndreptate la sfârșitul secolului al XIX-lea, odată cu demolarea unor părți ale vechiului oraș.
Expansiunea Antwerpenului a dus la construcția de noi străzi și bulevarde, dar și de noi clădiri publice, precum tribunalul sau Banca Națională.
Secolul XX a adus progres. Deși întreruptă de cele două războaie mondiale, creșterea teritoriului orașului a continuat, în special pe seama expansiunii portului. Astfel, pe 22 martie 1929, fostele municipalități Oosterweel, Oorderen și Wilmarsdonk, plus părți din Ekeren, Merksem, Hoevenen și Lillo au fost alipite Antwerpenului. În 1958, municipalitățile Lillo, Berendrecht și Zandvliet au fost atașate orașului. În timpul marii fuziuni din 1983, ele au fost separate din nou de Antwerpen și au devenit districtul Berendrecht-Zandvliet-Lillo.

## Geografie

### Cartiere în districtul Antwerpen

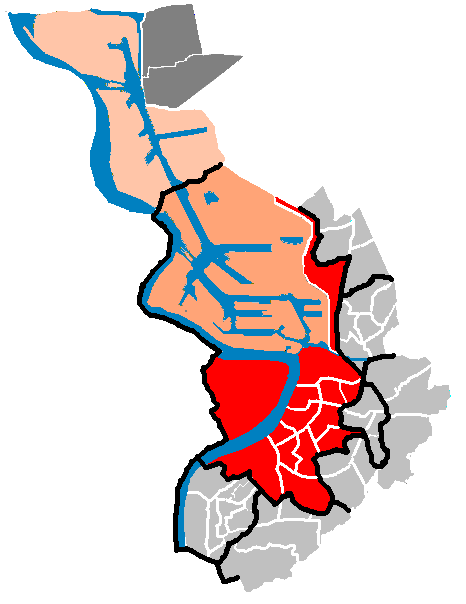
Cu roșu, sub-districtele districtului Antwerpen. Deasupra, cu portocaliu deschis, se află districtul Berendrecht-Zandvliet-Lillo. Cu portocaliu închis sunt fostele municipalități Oosterweel-Oorderen-Wilmarsdonk

Districtul Antwerpen al orașului Antwerpen este împărțit administrativ în 22 de sub-districte (în neerlandeză wijken).
Totuși, în folosința populară de zi cu zi sunt utilizate multe alte nume:
- Antwerpen Noord
  - cartiere: Stuivenberg, Seefhoek, Amandus-Atheneum, Chinatown
- Centraal Station
  - cartiere: Kievitwijk, Diamant, Statiekwartier, Joods Antwerpen
- Dam (Antwerpen)
- Eilandje
- Haringrode
- Harmonie
- Centrul istoric (Historisch Centrum)
- Kiel
- Linkeroever
- Luchtbal-Rozemaai-Schoonbroek
  - cartiere: Luchtbal, Rozemaai, Schoonbroek, Edison (cu excepția Luchtbal, celelalte cartiere vor fi alipite Ekerenului în anul 2019)
- Markgrave
- Meir
- Middelheim
- Schipperskwartier (primul sub-district)
- Sint-Andries (al patrulea sub-district)
- Stadspark
- Tentoonstellingswijk
- Theaterbuurt, cunoscut și drept Cartierul Latin (al treilea sub-district)
- Universiteitswijk (al doilea sub-district)
- Zurenborg
- Sudul (Zuid), împărțit în:
  - Zuid-Museum
  - Zuid-Brederode

### Coduri poștale
Districtul Antwerpen folosește, împreună cu Berendrecht-Zandvliet-Lillo, următoarele coduri poștale:
- 2000 Antwerpen 1 este fosta vatră a localității, cuprinsă între râul Schelde și de Leien, cu patru cartiere istorice: 1 (Schipperskwartier), 2 (Stadswaag, Paardenmarkt etc.), 3 (Theaterkwartier etc.) și 4 (Sint-Andrieskwartier), și încă două zone suplimentare: Eilandje și Zuid-Museum.
- 2020 Antwerpen 2, situat la sud de de Singel și de Inelul de ocolire R1, incluzând printre altele Kiel, Tentoonstellingswijk și Nachtegalenpark.
- 2030 Antwerpen 3, regiunea portului: fostele municipalități Oosterweel, Oorderen și Wilmarsdonk, plus câteva zone anexate în 1927 din Ekeren (părțile nordice din Luchtbal, Rozemaai, Schoonbroek etc.) și din Merksem (partea sudică a Luchtbal).
- 2040 Antwerpen 4, atașat în 1958, formează din 1983 districtul Berendrecht-Zandvliet-Lillo.
- 2050 Antwerpen 5, Linkeroever, atașat în 1923 de la municipalitățile Zwijndrecht și Burcht.
- 2060 Antwerpen 6, situat la est de de Leien și la nord de străzile Gemeentestraat și Carnotstraat (N12), cu cartiere cunoscute precum Sint-Amandus, Dambrugge (sau Sint-Job), Dam, Seefhoek, Stuivenberg, Faboert etc.
- 2018 Antwerpen 7, situat la est de Leien și la sud de străzile Gemeentestraat și Carnotstraat (N12), incluzând printre altele Klein-Antwerpen, Statiekwartier, Markgrave (De Ley, Sint-Laureys), Zuid-Brederode, Haringrode, Zurenborg etc.

## Demografie
Districtul Antwerpen se întinde pe 8.730 ha și avea 194.592 de locuitori în septembrie 2015. Conform legii, un district cu peste 100.000 de locuitori poate fi împărțit în mai multe sub-districte (spre exemplu Linkeroever). Acest lucru nu s-a întâmplat însă cu restul districtului Antwerpen din 1983, de când au fost înființate districtele. Dar în urma unei înțelegeri cu districtul Ekeren, cartierele Edisonwijk, Rozemaai și Schoonbroek, plus câteva zone adiacente precum Oude Landen și Ekers Moeras vor fi retrocedate către Ekeren la începutul anului 2019. Același lucru se va întâmpla cu Muisbroek (Ekerse Putten) și Bospolder. Modificările sunt necesare pentru a rezolva situațiile în care casele de pe aceeași stradă se află în districte diferite, ori casa se află într-un district, iar grădina în altul. Corectarea limitei administrative dintre Antwerpen și Ekeren a fost aprobată pe 25 ianuarie 2016 de Consiliul Local al orașului Antwerpen. Pe 1 ianuarie 2019, deci, districtul Antwerpen va avea cu 375 ha și circa 5000 de locuitori mai puțin.

## Politică

### Structură
Districtul Antwerpen este parte a orașului Antwerpen. Acesta se află în cantonul electoral Antwerpen, este identic cu districtul electoral Antwerpen și este situat în arondismentul Antwerpen și în biroul electoral Antwerpen.
| Antwerpen                 | Antwerpen                 | Supranațional              | Național                            | Național                            | Comunitar                           | Regional                            | Provincial                          | Arondisment            | District electoral     | Canton                 | Comunal             | Districtual           |
| ------------------------- | ------------------------- | -------------------------- | ----------------------------------- | ----------------------------------- | ----------------------------------- | ----------------------------------- | ----------------------------------- | ---------------------- | ---------------------- | ---------------------- | ------------------- | --------------------- |
| Administrativ             | Nivel                     | Uniunea Europeană          | Belgia                              | Belgia                              | Flandra                             | Flandra                             | Antwerpen                           | Antwerpen              | Antwerpen              | Antwerpen              | Antwerpen           | Antwerpen             |
| Administrativ             | Guvern                    | Comisia Europeană          | Guvernul Federal                    | Guvernul Federal                    | Guvernul Flandrei                   | Guvernul Flandrei                   | Puterea executivă                   | Puterea executivă      | Puterea executivă      | Puterea executivă      | Colegiul Comunal    | Colegiul Districtual  |
| Administrativ             | Parlament                 | Parlamentul European       | Camera Reprezentanților             | Parlamentul Flandrei                | Parlamentul Flandrei                | Parlamentul Flandrei                | Parlamentul Provincial              | Parlamentul Provincial | Parlamentul Provincial | Parlamentul Provincial | Consiliul Municipal | Consiliul Districtual |
| Circumscripție electorală | Circumscripție electorală | Colegiul electoral flamand | Circumscripția electorală Antwerpen | Circumscripția electorală Antwerpen | Circumscripția electorală Antwerpen | Circumscripția electorală Antwerpen | Circumscripția electorală Antwerpen | Antwerpen              | Antwerpen              | Antwerpen              | Antwerpen           | Antwerpen             |
| Alegeri                   | Alegeri                   | Europene                   | Federale                            | Federale                            | Flamande                            | Flamande                            | Provinciale                         | Provinciale            | Provinciale            | Provinciale            | Comunale            | Districtuale          |

#### Colegiul Districtual
| Colegiul Districtual      | Colegiul Districtual                                                                                                  |
| ------------------------- | --- |
| Președintele Districtului | Paul Cordy (N-VA) |
| Vicepreședinți            | 1. Lieve Stallaert (Verzii) 2. Tom Van den Borne (Verzii) 3. Samuel Markowitz (Open Vld) 4. Cordula Van Winkel (N-VA) |

Pe 12 ianuarie 2015, Willem-Frederik Schiltz a fost înlocuit de Samuel Markowitz.
Începând din ianuarie 2016, după ce a fost ales președinte, Paul Cordy a fost înlocuit ca vicepreședinte de Cordula Van Winkel (N-VA).

#### Consiliul Districtual
Consiliul Districtual din Antwerpen este alcătuit din 33 de locuri.

#### Președinții districtului
- 2001 - 2006: Stephan Bogaert (Open Vld)
- 2007 - 2012: Chris Anseeuw (sp.a)
- 2013 - 2015: Zuhal Demir (N-VA)
- 2016 - prezent: Paul Cordy (N-VA)

## Imagini din districtul Antwerpen

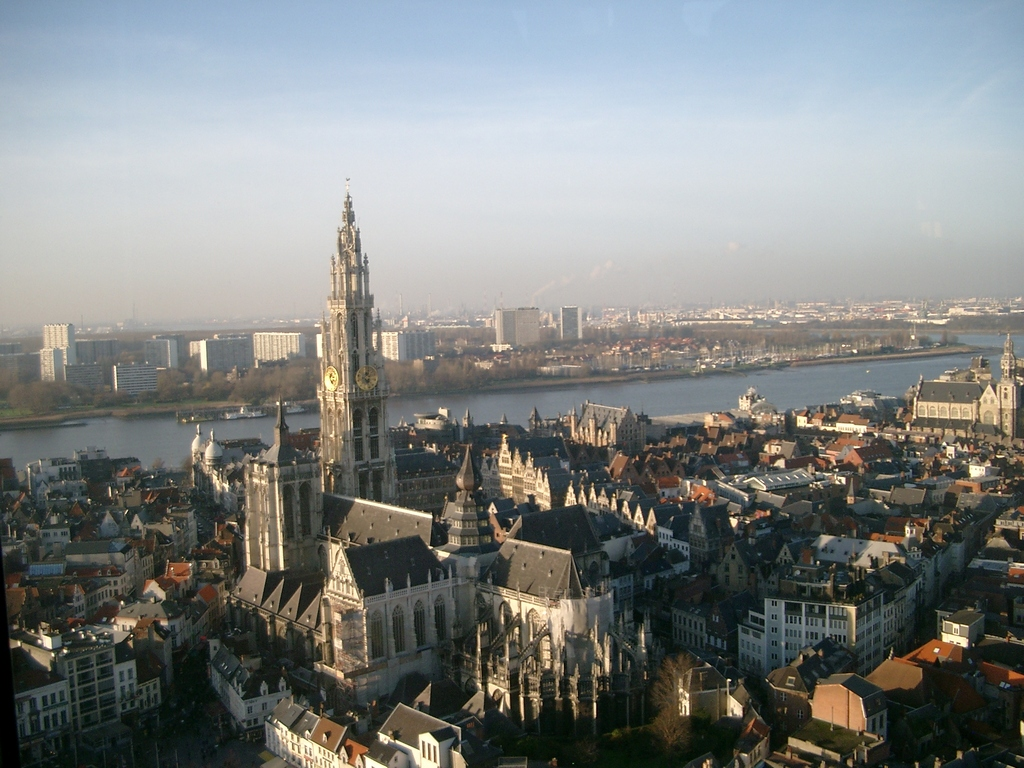
Zona centrală a districtului și cartierul Linkeroever, pe celălalt mal al Scheldei.
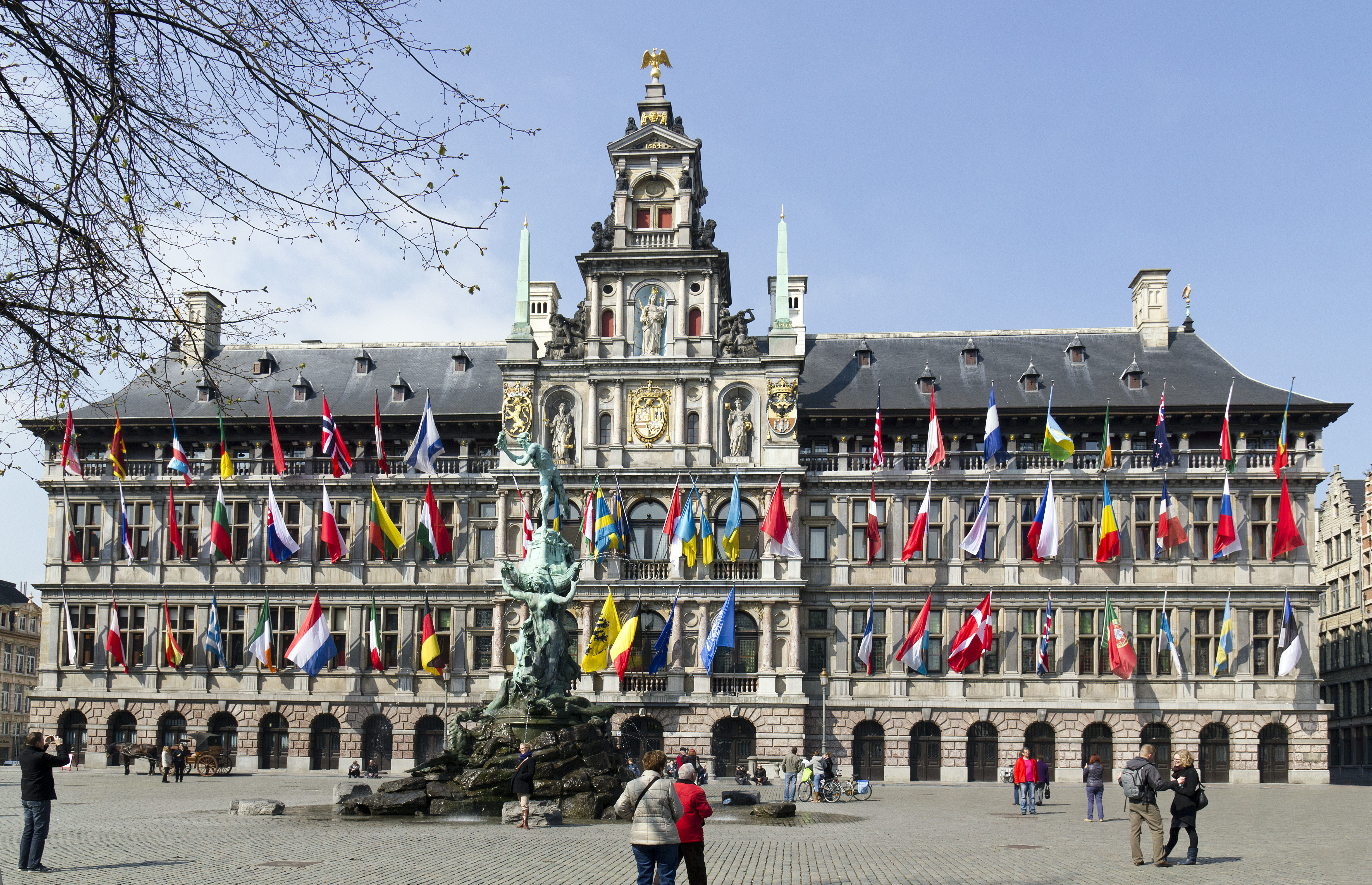
Primăria din Antwerpen.
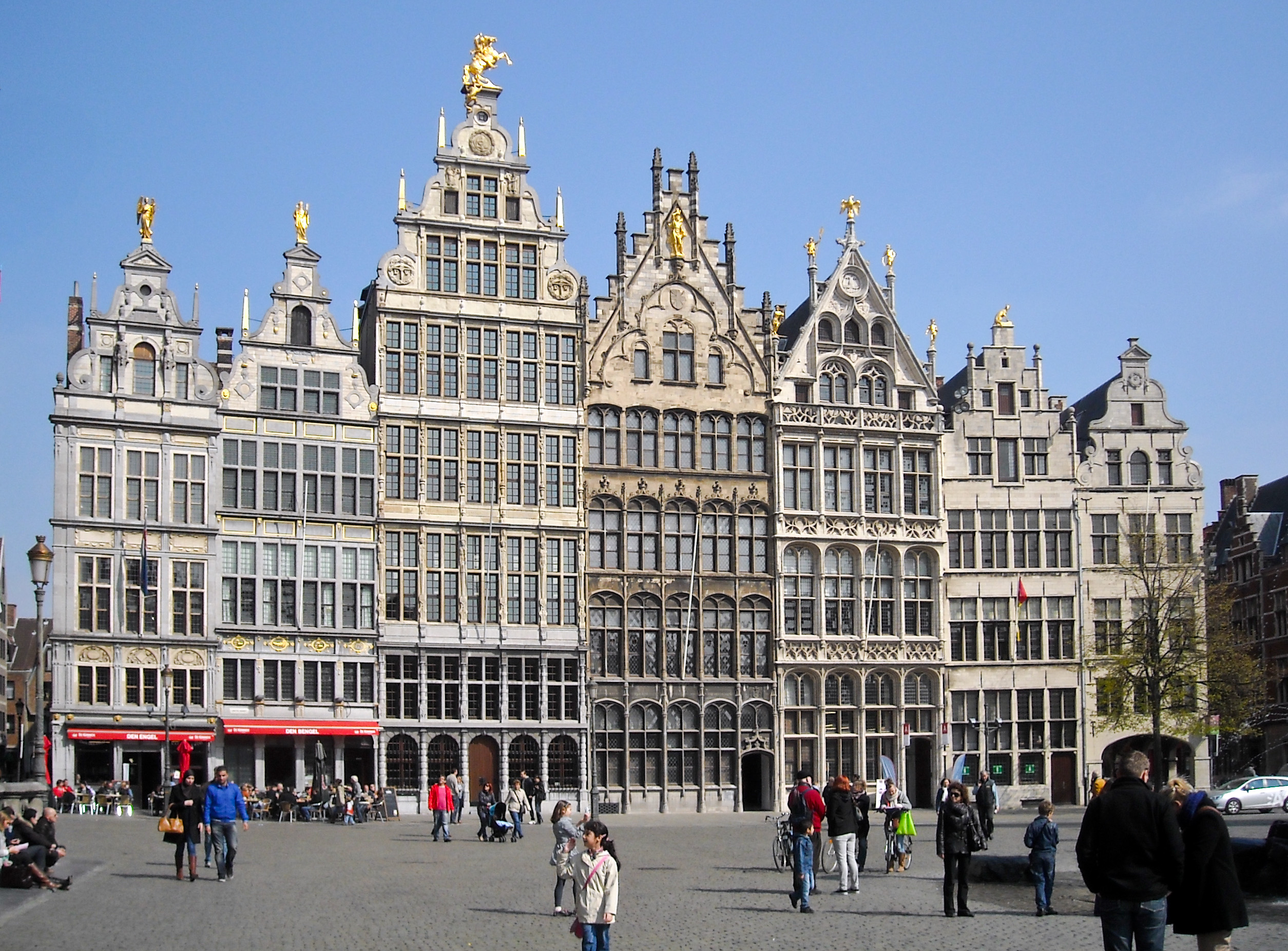
Piața Mare (Grote Markt).
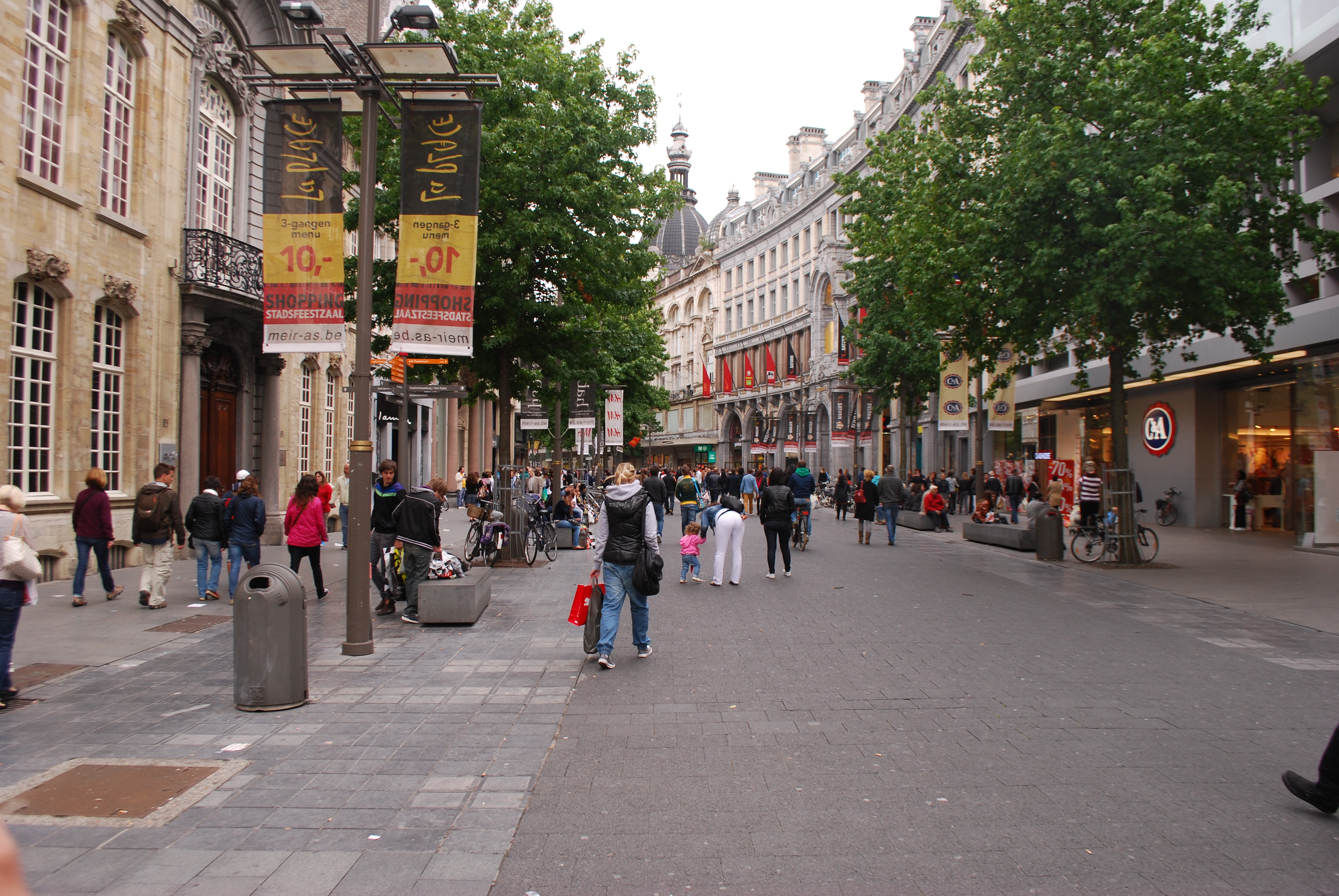
Bulevardul Meir, una din cele mai importante artere din district.
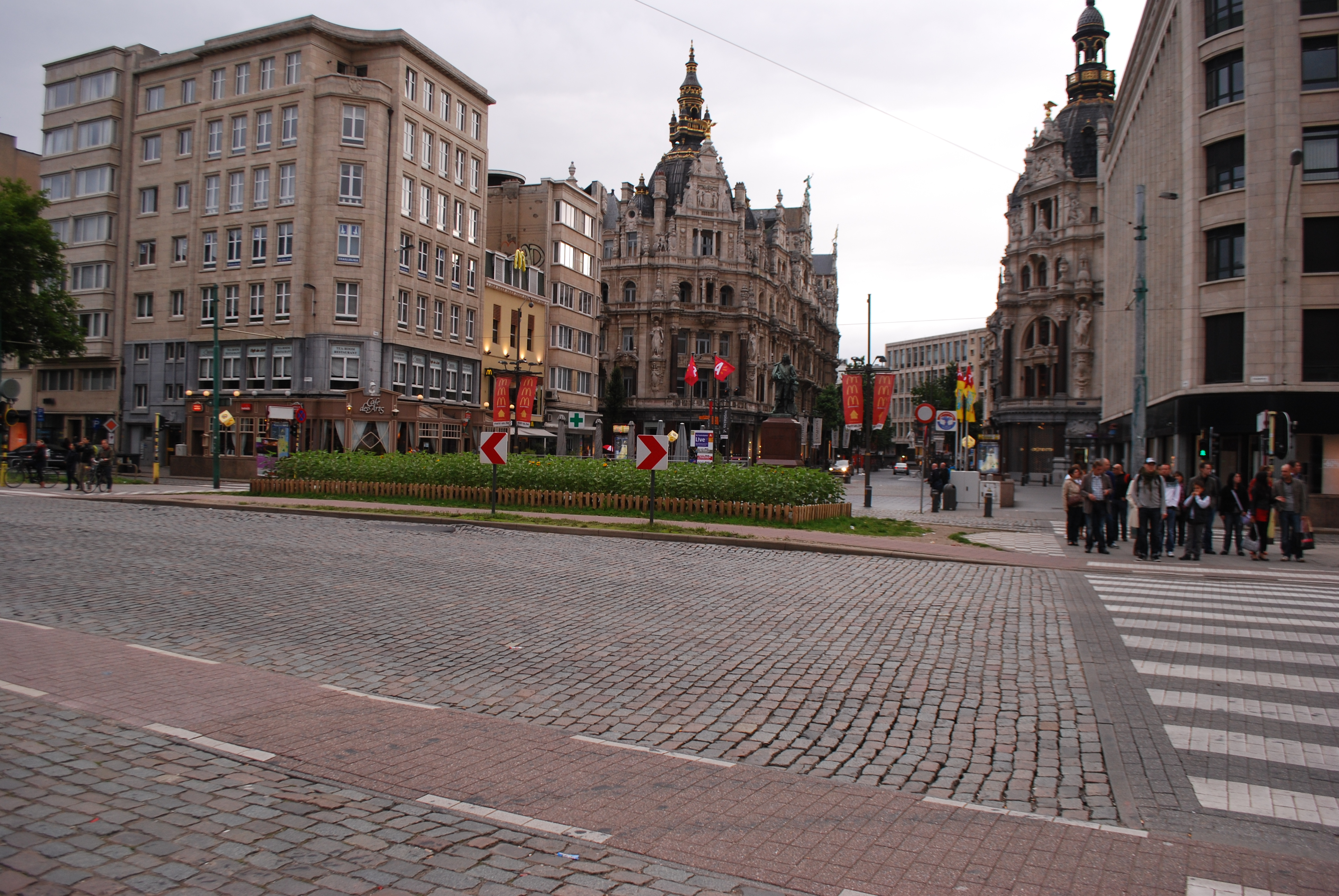
Intersecția străzilor Frankrijklei, Meir și Leystraat.